# Andreas Ehrenpreis
Andreas Ehrenpreis (auch Ehrenpreiß; * 1589 in Illingen (Württemberg); † 1. August 1662 in Sobotište, Slowakei) war eine bedeutende Persönlichkeit der Täuferbewegung sowie einflussreicher Vorsteher der Hutterer.

## Leben

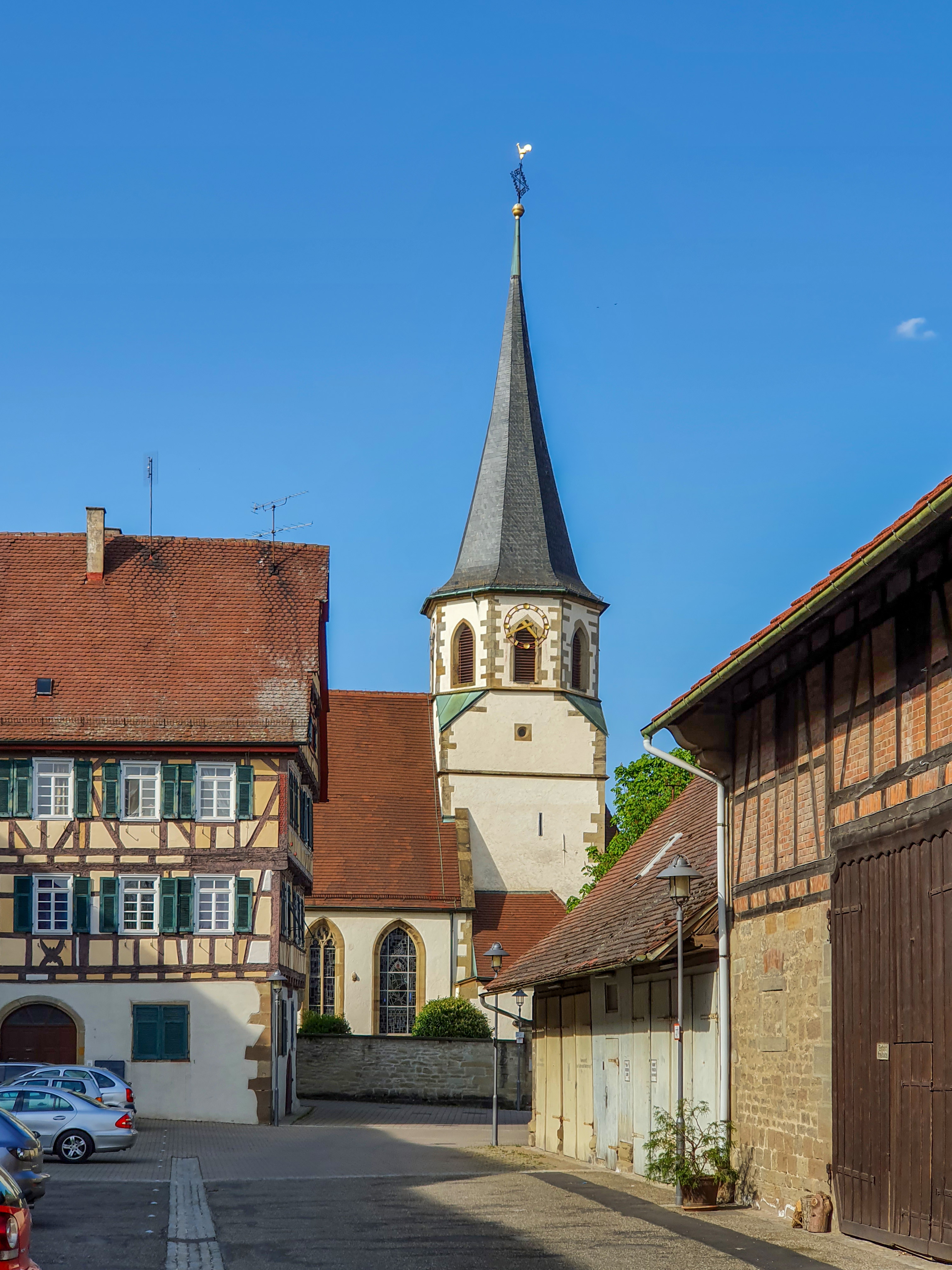
Illingen, Cyriakuskirche

Mähren (blau) in der heutigen politischen Einteilung Tschechiens

Andreas Ehrenpreis entstammte einer angesehenen Illinger Bürgerfamilie. Bereits sein Vater, Peter Ehrenpreis, hatte sich um 1583 der Täuferbewegung angeschlossen und war in Mähren getauft worden. 1585 zog er aus unbekannten Gründen wieder in seine württembergische Heimat und besuchte dort die Gottesdienste der lutherischen Kirche. Erst 1596 kehrte er mit seiner Familie zu den mährischen Hutterern zurück. Andreas, der inzwischen 7 Jahre alt war, ließ sich alsbald nach der Ankunft der Familie taufen und wurde Mitglied der hutterischen Bruderschaft. Als Jugendlicher erlernte er den Beruf des Müllers. 1621 berief ihn die hutterische Gemeinde in Nové Mlýny (Neumühl / Mähren) zu ihrem Diener des Wortes.
Um 1622 wurde die hutterische Gemeinschaft und mit ihr Ehrenpreis aus Mähren ausgewiesenen. Auf der Suche nach einer neuen Heimat wanderte sie in die Slowakei nach Sobotište (deutsch: Sabbatisch, Sobotischt, Freischütz), das damals zu Ungarn gehörte. 186 Hutterer gelangten damals nach Vințu de Jos (deutsch: Alwinz oder Alwünz) in Siebenbürgen.

Nach Absolvierung der üblichen zweijährigen Probezeit als Diener des Worts erfolgte in Sobotište die offizielle Ordination. 1639 wurde Andreas Ehrenpreis als Nachfolger des verstorbenen  Vorstehers Heinrich Hartmann zum Bischof (Vorsteher) der hutterischen Gemeinschaft berufen. Im Großen Geschichtbuch der Hutterischen Brüder (S. 621) wird diese Berufung so beschrieben: 

„Als nun der lieb Bruder Heinrich in Frieden abgeschieden, haben sich alle Diener des Worts (Anm.:Prediger) und der Notdurft (Anm.: Diakone) , auch alle Haushalter, Einkaufer, Ausgeber und sonst viel vertrauter Brüder aus der ganzen Gemein den 3. Oktober zu Sabbatisch versammlet u d sich mit ernstlichem Anrüfen zu Gott um einen andern treuen Hirten und Bischofen über sein Gemein bekümmert und beratschlagt; da hat es in der Wahl der versammelten Brüder ein einhellige und fröhliche Zeugnis den lieben Bruder Andreas Ehrenstein betroffen. Dem ist solcher Dienst, daß er für die Gemein des Herren treulich Sorg tragen soll, den 4. Oktobris aufgeladen und befohlen wurden.“

Andreas Ehrenstein wirkte innerhalb der hutterischen Bruderschaft über 41 Jahre. Davon hatte 23 Jahre das Vorsteher- bzw. Bischofsamt der Gemeinschaft inne. Wenige Tage vor seinem Tod hielt er, von einer schweren Krankheit gezeichnet, in Anwesenheit seiner engsten Mitarbeiter seine bekannte Abschiedsrede. Sie findet sich in Auszügen abgedruckt im Großen Geschichtbuch (S. 650ff). In dieser Rede legte er Rechenschaft von seinem Dienst ab, gab seinen Mitältesten letzte Anweisungen in Blick auf die Zukunft und schloss u. a. mit den Worten: Hiemit aber nimm ich Urlaub von Euch allesammen mit der Hand meines Herzens und befehl Euch unter die Hand Gottes, der wölle euch auch helfen redlich streiten und kämpfen bis zum seligen End. (Geschichtbuch der Hutterischen Brüder, S. 651). Das Geschichtsbuch gibt als seinen genauen Todeszeitpunkt an: 1. August (1662), 1/4 nach 9 Vormittag und fügt hinzu: Er ist vernünftig blieben bis an sein End. (Geschichtbuch der Hutterischen Brüder, S. 652). Sein Nachfolger im Amt des Bischofs wurde am 8. August 1662 Johannes Rücker.

## Bedeutung
Andreas Ehrenpreis versuchte in seiner Zeit als Bischof an das sogenannte Goldene Zeitalter der hutterischen Bewegung anzuknüpfen. Er traf auf eine durch äußere Verfolgung und innere Entzweiung bedrohte Gemeinde. Hinzu kamen die katastrophalen Folgen des Dreißigjährigen Krieges, die der wirtschaftliche Existenz der sozialen Außenseitergemeinschaft immer wieder den Boden entzog. Der Konsequenz und Besonnenheit des Bischofs Ehrenstein ist es zu verdanken, dass die Hutterergemeinde in den Wirren der Zeit nicht unterging. Er wird deshalb wohl zu Recht als der "zweite Gründer" ("second founder") der in Gütergemeinschaft lebenden Täufer bezeichnet.
Für die hutterische Geschichte bedeutend waren auch seine vielfältigen Schriften. Sie hatten zum einen das Ziel, die geographisch voneinander getrennten Niederlassungen miteinander in Kontakt zu halten. Hierher gehört zum Beispiel der Brief an die Gemein Gottes zu Allwünz. Zum anderen ging es Ehrenpreis in seinen Veröffentlichungen um die innere Reformation der Hutterer. Hier offenbart er sich strenger, auf Gemeindedisziplin bestehender Vorsteher. Bereits 1640 erschien in diesem Zusammenhang ein Außzug etliche der Gemeindeordnungen. Hier werden die Prediger der Gemeinschaft zu größerer Hingabe ermahnt. Die Gemeinde soll den Kontakt zu den Weltleit (weltlichen Menschen) meiden und sich auf ihre Arbeit innerhalb der Gemeinschaft konzentrieren. Die Gemeinde ist für ihn "das von der Welt abgesonderte Volk", wie es schon in der Anschrift eines weiteren Sendschreibens heißt, das zwischen 1647 und 1648 erscheint. Die Gütergemeinschaft – so lehrt hier Ehrenpreis – ist begründet in dem höchsten Gebot Christi, im Gebot der Liebe. Dieser Sendbrief, dem später die 1557 von Michael Sattler verfassten Schleitheimer Artikel beigegeben wurden, gehört mit diesen zusammen zu den wichtigsten Dokumenten des Huttertums. Hier wurden die äußeren Grundordnungen dieser Gemeinschaft formuliert, die bis heute ihre Gültigkeit nicht verloren haben. Dazu gehören: Bann (Gemeindezucht), Meidung der Ehe mit Nichtgläubigen, strenge Kindererziehung, schlichte Kleidung, stiller Lebenswandel und die freiwillige Integration des Einzelnen in die Gemeinschaft.
Eine dritte Gruppe der Briefe Ehrensteins beinhaltet den theologischen Disput mit anderen, teilweise dem Huttertum verwandten Strömungen. Seine Adressaten waren u. a. die polnischen Sozinianer und die preußischen Mennoniten, die sich im Gebiet um Danzig niedergelassen hatten. Er versuchte sie mit der hutterischen Gemeinschaft zu vereinigen, was aber scheiterte. Auch mit dem Schweckfeldianer Balthasar Jäckel führte Ehrenpreis einen Briefwechsel.

## Der weitere Weg der Hutterer von Sobotište
1763 setzte die  Rekatholisierung dem Bruderhof in Sobotište ein gewaltsames Ende. Ein kleiner Rest um den Vorsteher Jakob Walter zog 1783 von dort in die Ukraine, wo die siebenbürgischen Hutterer aus Alwünz bereits 1770 eine neue Kolonie gegründet hatten.

## Werke
- Sendbrief an die Gemein Gottes zu Allwünz, Sabbatisch 1642, abgedruckt in: Das große Geschichtsbuch der Hutterischen Brüder, Standoff Colony / Canada 1923, S. 623–628